# Ptilobaptus dentifer
Ptilobaptus dentifer là một loài tò vò trong họ Ichneumonidae.